# Sadkó (ópera)
Sadkó (Садко en ruso) es una ópera en un acto y 7 escenas, con música y libreto de Nikolái Rimski-Kórsakov, para solistas, coro, bailarines y orquesta. Compuesta en 1896, se estrenó el 7 de enero de 1898 en el Teatro Solodóvnikov de Moscú. En el libreto hubo varias colaboraciones, destacando la de Vladímir Stásov. Rimski-Kórsakov se inspiró por primera vez en la bylina de Sadkó en 1867, cuando completó un poema sinfónico sobre el tema, su Op. 5. Después de terminar su segunda revisión de este trabajo en 1891, decidió convertirlo en un trabajo dramático.
Esta ópera se representa poco; en las estadísticas de Operabase aparece con sólo 7 representaciones en el período 2005-2010.

## Discografía
- Sadkó, por Vladímir Galusin (Sadkó), Marianna Tarassova (Liubava), Serguéi Alexachkine (Océano), Valentina Tsidipova (Voljová), solistas, coro y orquesta del Teatro Mariinski (Kírov) de San Petersburgo, dirección musical Valeri Guérguiev, 3 CD Philips réf. 442 138-2, éd. 1994, grabación en vivo de octubre de 1993, ha sido igualmente objeto de un DVD Philips réf. 070-4399, éd. 2006)